# Lysius Salomon
Pour les articles homonymes, voir Salomon.
 (mai 2016).
Si vous disposez d'ouvrages ou d'articles de référence ou si vous connaissez des sites web de qualité traitant du thème abordé ici, merci de compléter l'article en donnant les références utiles à sa vérifiabilité et en les liant à la section « Notes et références ».
Louis Étienne Félicité Lysius Salomon, dit Lysius Salomon Jeune (30 juin 1815 aux Cayes - 19 octobre 1888, dans le 16e arrondissement de Paris au 3, avenue Victor-Hugo), fut président de la république puis président à vie d'Haïti du 26 octobre 1879 au 10 août 1888. Ministre des finances sous le règne de l'empereur Faustin, Salomon fut écarté de la vie politique après la chute de l'empire en 1859. Il vivra en exil pendant dix-huit ans à Saint Thomas (Iles Vierges). En 1879, il revient en politique et devient président. Durant cette période, il est un président immensément populaire. Son gouvernement composé de 28 individus fait encore figure de référence aux Antilles. Mais Salomon est tout de même un chef d'état autoritaire qui passe parfois pour un dictateur, il se sert également durant sa présidence du culte de la personnalité. Salomon est vénéré par la population. Il finit renversé par une révolution en 1888.

## Biographie

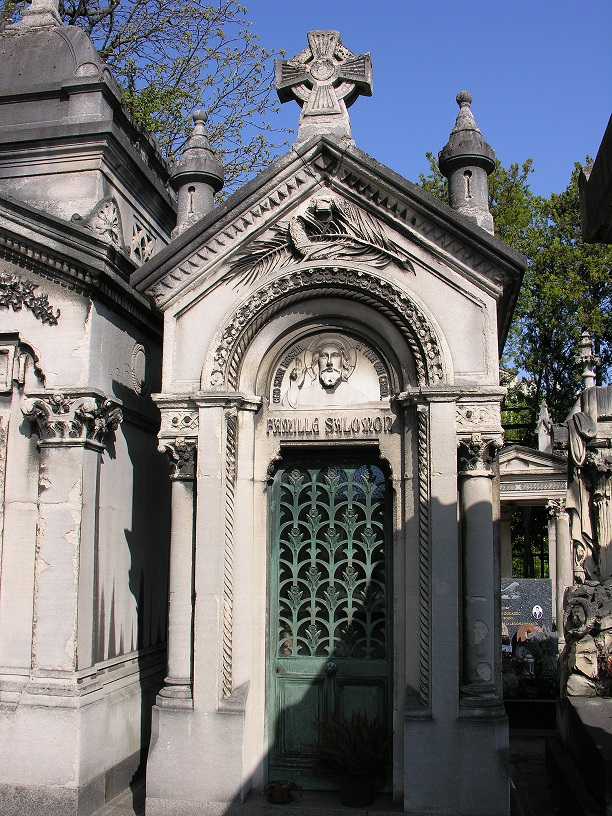
Sépulture au cimetière de Passy.

### Au service de Soulouque

#### Secrétaire d'État
Lysius Salomon devient en 1848 secrétaire d'état des finances sous la présidence de Faustin Soulouque, président de la république. Il modernisa les services de l'État, notamment le service postal, et fit adhérer Haïti à l'Union postale universelle. Ambitieux, Salomon devient l'un des proches de Soulouque. Mais le président Soulouque est aussi ambitieux que lui. Celui-ci se proclame rapidement Empereur d'Haïti en 1849. 

#### Ministre des Finances
En 1849, Soulouque devient l'empereur Faustin d'Haïti. Celui-ci règne comme un despote éclairé. En 1851, Salomon toujours aux côtés de l'empereur, devient ministre des finances de l'empire. En 1852, lors du sacre de l'empereur, Salomon figure près de l'empereur qui reçoit la couronne impériale. Salomon a une grande influence sur l'empereur, mais aussi sur son chancelier Jean-Pierre Damien de Delva. Mais le 15 janvier 1859 l'empereur est renversé, puis condamné à l'exil. La plupart de ses ministres quittent également le pays en proie aux représailles révolutionnaires. Salomon prend le risque de rester à Haïti, il se réfugie tout de même près de la frontière entre Haïti et la République dominicaine.
Mais il tombe rapidement sous le coup du décret du président Fabre Geffrard, daté du 26 septembre 1868, ordonnant le « bannissement perpétuel du territoire de la République pour lui et son épouse née Thulcide Jean Louis Nicolas », et il est privé de son passeport. Il restera ainsi à Saint Thomas, aux îles Vierges, éloigné de son pays pendant plus de dix-huit ans, « exil qui a vu mourir son épouse Thulcide Nicolas dans la misère et les douleurs les plus cuisantes ».

### Retour en politique
Salomon reste dix huit ans sans jouer aucun rôle politique. Durant ces années, il écrit ses mémoires. Le 3 octobre 1879, il est rappelé à la capitale par le président Florvil Hyppolite. Celui-ci lui confie la fonction de secrétaire d'état aux finances. Quelques jours plus tard, Salomon profite de la chute du président Florvil pour devenir Président. 

### Présidence

#### Accession au pouvoir
Le 26 octobre 1879, Salomon devient Président de la République. Arrivé au pouvoir, il établit un gouvernement solide composé de 28 politiciens fidèles au président. Bien qu'il ait été élu, son arrivée au pouvoir passe comme un coup d'état vis-à-vis des sénateurs haïtiens. Au pouvoir, Salomon souhaite neutraliser le Sénat qui avait beaucoup d'influence sous la République. Il diminue le nombre de sénateurs et nomme un de ses alliés politiques comme Président du Sénat. Salomon est sans doute le premier président autoritaire de la seconde république haïtienne. Salomon devient président à vie. 

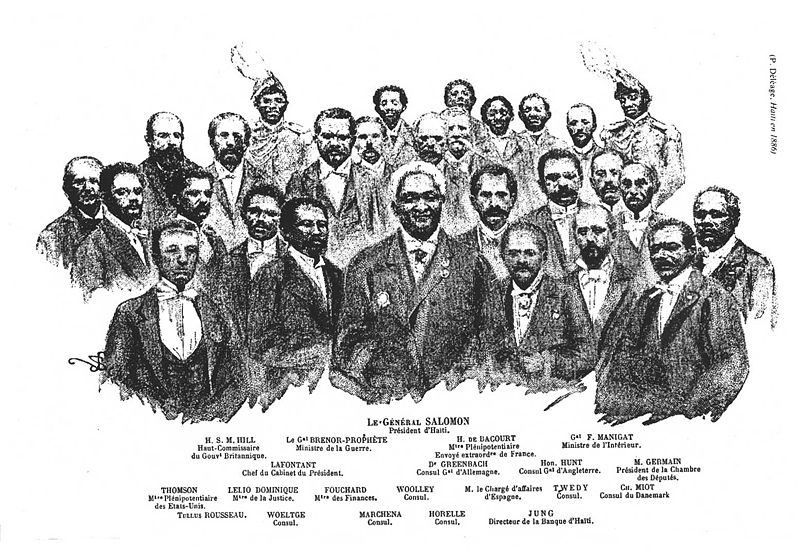
Ministres et ambassadeurs autour du président Lysius Salomon.

### L'èresalomonienne

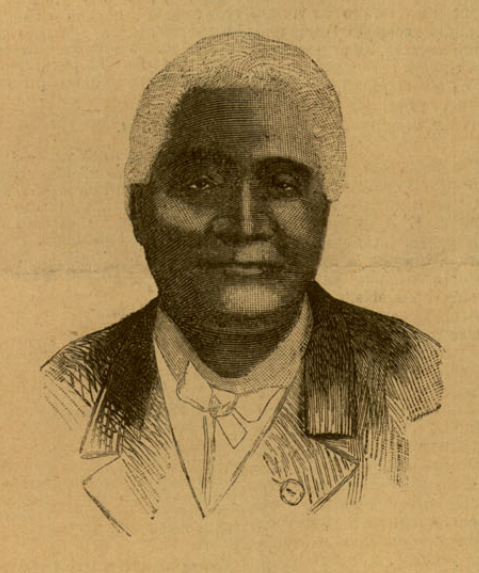
Lysius Salomon, vers la fin de sa vie.

L'ère salomonienne fait référence aux nouveautés culturelles et politiques mises en place sous le mandat de Salomon.
C'est sous son mandat qu'Haïti commence les premières négociations avec le royaume d'Hawaï. Le roi hawaïen Kalakaua accepte de rencontrer Salomon à Port-au-Prince, mais Salomon refuse de rencontrer un roi qui a osé expulser les Haïtiens exilés à Hawaï. En mai 1883, Salomon offre aux États-Unis l'île de la Tortue en échange d'une protection militaire, mais le gouvernement américain refuse cette offre. Salomon reprend l'île par la force : les Américains présents sur l'île sont massacrés par la force haïtienne qui reprend le contrôle de l'île. Après cela, le gouvernement américain se méfie de Salomon qu'il considère comme un dictateur.
C'est également durant son mandat que les premiers opéras haïtiens sont bâtis, Haïti devient un pays moderne tandis que Salomon continue de régner comme un dictateur libéral.  

### La chute
En 1887, des révoltes secouent le pays et Salomon réprime dans le sang les révoltes. Il se fait proclamer « président à vie ». Mais sa proclamation n'est pas reconnue par les sénateurs qui s'opposent à Salomon pour mettre fin à son régime autoritaire. Salomon quitte la capitale avec ses troupes pour Pétion-Ville où il organise la contre-attaque. À Pétion-ville, les troupes de Salomon se rendent. Salomon est obligé de fuir vers Cuba puis vers l'Europe. 

### L'exil et la mort

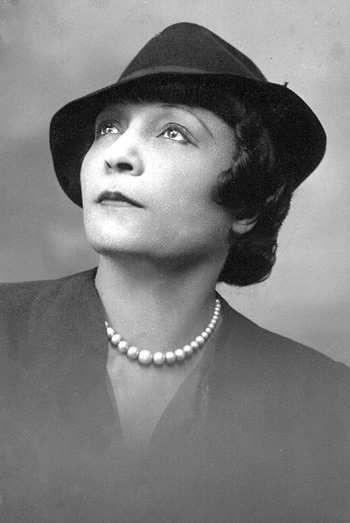
Ida Salomon Faubert, écrivaine et fille unique du président Lysius Salomon.

En août 1888, Salomon est renversé et son gouvernement autoritaire dissout par la nouvelle présidence. Il s'enfuit à Cuba puis rejoint la France et s'installe à Paris sous la protection du président français Sadi Carnot. Le vieux Salomon s'éteint deux mois plus tard le 19 octobre 1888. Il est enterré au cimetière de Passy (7e division).

### Descendance
Ministre des finances, vers 1848, Salomon épouse Thulcide Nicolas, avec laquelle il n'a pas d'enfant. Elle décède lors du bannissement du couple, décrété par le président Geffrard, à Saint-Thomas, aux îles Vierges vers 1870. 
Le 6 octobre 1872, il épouse à Kingston (Jamaïque) Florentine Félicité Potiez, avec laquelle il a une fille, Gertrude Florentine Félicité Ida. Cette fille deviendra femme de lettres, romancière et poète, l'une des importantes femmes écrivains d'Haïti sous le nom d'Ida Faubert, son nom d'épouse.